# 尼克拉斯科格爾山
47°03′31″N 12°19′10″E / 47.058692°N 12.319467°E

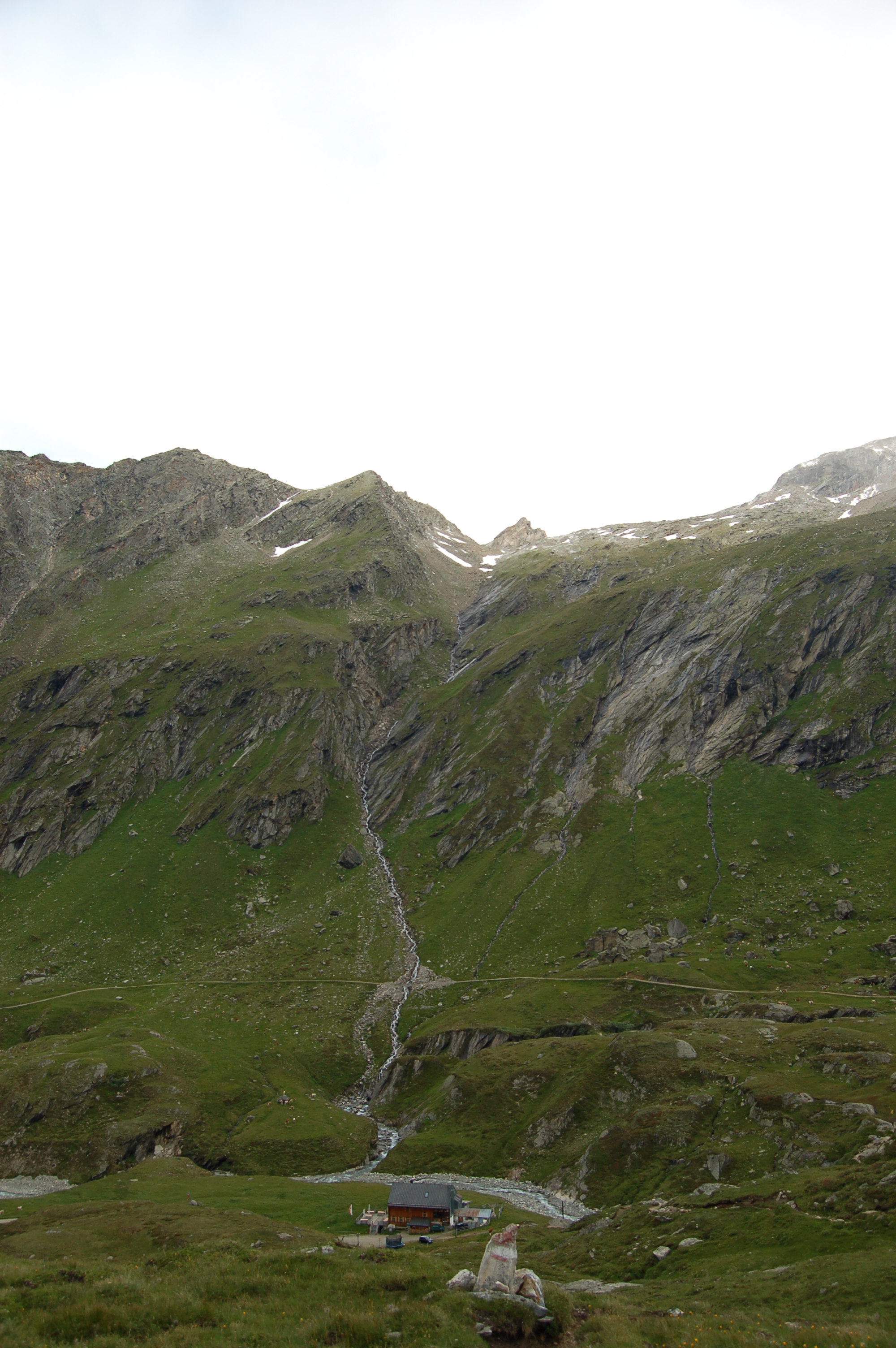

尼克拉斯科格爾山（德語：Niklaskogel），是奧地利的山峰，位於該國西部，由蒂羅爾州負責管轄，屬於維內迪傑山脈的一部分，海拔高度2,791米，每年平均降雨量1,874毫米。